# Gwynedd uralkodóinak listája
Az alábbi táblázat ezen államalakulatok uralkodóit tartalmazzák egészen 1282-ig, az angol hódítás évéig. A lista nem teljes, ugyanis igen kevés írásos emlék maradt fenn ebből a korból. 

## Gwynned királyai (450k. –1170)
| N                                                                                      | Uralkodóház | Uralkodó                                 | Hatalmon volt                  | Megjegyzések |
| -------------------------------------------------------------------------------------- | ----------- | ---------------------------------------- | ------------------------------ | --- |
| Gwynedd királyai                                                                       |             |                                          |                                | |
| 1.                                                                                     | Cunedda     | Cunedda Wledig ap Edern (*386 k.)        | ur.: 450 k., †460 k.           | Briton törzsek élén a római hódítás elől menekült a mai Wales területére, ahol seregével legyőzte a pikteket és az íreket. Északon megalapította Gwynedd királyságát. |
| 2.                                                                                     | Cunedda     | Einion Yrth ap Cunneda (*419 k.)         | ur.: 460 k., †500 k.           | Cunneda fia. |
| 3.                                                                                     | Cunedda     | I. Cadwallon Lawhir ap Einion (*460 k.)  | ur.: 500 k., †534              | Einion fia. |
| 4.                                                                                     | Cunedda     | I. Maelgwn Hir ap Cadwallon (*480 k.)    | ur.: 534, †547                 | I. Cadwallon fia. |
| 5.                                                                                     | Cunedda     | Rhun Hir ap Maelgwn (*492?)              | ur.: 547, †586                 | I. Maelgwn fia. |
| 6.                                                                                     | Cunedda     | Beli ap Rhun (*517?)                     | ur.: 586, †599                 | Rhun fia. |
| 7.                                                                                     | Cunedda     | I. Iago ap Beli (*560 k.)                | ur.: 599, †613                 | Beli fia. |
| 8.                                                                                     | Cunedda     | Cadfan ap Iago (*580 k.)                 | ur.: 613, †625                 | I. Iago fia. |
| 9.                                                                                     | Cunedda     | II. Cadwallon ap Cadfan (*591?)          | ur.: 625, †634                 | Cadfan fia. |
| 10.                                                                                    | –           | Cadafael Cadomedd ap Cynfeddw            | ur.: 634, †655                 | Nem tagja a dinasztiának. |
| 11.                                                                                    | Cunedda     | Cadwaladr Fendigaid ap Cadwallon (*633?) | ur.: 655, †682                 | II. Cadwallon fia. |
| 12.                                                                                    | Cunedda     | I. Idwal Iwrch ap Cadwaladr (*650 k.)    | ur.: 682, †720                 | Cadwaladr fia. |
| 13.                                                                                    | Cunedda     | I. Rhodri Molwynog ap Idwal (*690 k.)    | ur.: 720, †754                 | I. Idwal fia. |
| 14.                                                                                    | –           | Caradog ap Meirion (*730 k.)             | ur.: 754, †798                 | Nem tagja a dinasztiának. |
| 15.                                                                                    | Cunedda     | Cynan Dindaethwy ap Rhodri (*745 k.)     | ur.: 798, †816                 | I. Rhodri fia. |
| 16.                                                                                    | Cunedda     | I. Hywel ap Rhodri Molwynog              | ur.: 814, †825                 | I. Rhodri fia. |
| 17.                                                                                    | Manaw       | Merfyn Frych ap Gwriad                   | ur.: 825, †844                 | Cynan unokája. |
| 18.                                                                                    | Manaw       | II. Rhodri Mawr ap Merfyn (*820 k.)      | ur.: 844, †878                 | Merfyn fia. |
| 19.                                                                                    | Aberffraw   | Anarawd ap Rhodri (*855 k.)              | ur.: 878, †916                 | II. Rhodri fia. Megalapította az Aberffraw-dinasztiát, amely Rhodri leszármazottjai közül mindig az elsőszülött fiút jelentette.                                      |
| 20.                                                                                    | Aberffraw   | II. Idwal Foel (*885 k.)                 | ur.: 916, †942                 | Anarawd fia. |
| 21.                                                                                    | Dinefwr     | II. Hywel Dda ap Cadell (*880 k.)        | ur.: 942, †950                 | II. Rhodri unokája. A Dinefwr dinasztia tagja, bár Rhodri leszármazottja, nem az Aberffraw-dinasztia tagja, ezért trónbitorlónak tekintették.                         |
| 22.                                                                                    | Aberffraw   | II. Iago ab Idwal (*908?)                | ur.: 950, †979                 | II. Idwal fia. |
| 23.                                                                                    | Aberffraw   | Ieuaf ab Idwal (*915?)                   | ur.: 950–969, †988             | II. Idwal fia. Bátyjával együtt uralkodott. |
| 24.                                                                                    | Aberffraw   | III. Hywel ab Ieuaf                      | ur.: 974, †985                 | Ieuaf fia. |
| 25.                                                                                    | Aberffraw   | III. Cadwallon ab Ieuaf                  | ur.: 985, †986                 | Ieuaf fia. |
| 26.                                                                                    | Dinefwr     | Maredudd ab Owain (*938?)                | ur.: 986, †999                 | II. Hywel unokája. |
| 27.                                                                                    | Aberffraw   | Cynan ap Hywel                           | ur.: 999, †1005                | III. Hywel fia. |
| 28.                                                                                    | –           | Aeddan ap Blegywryd                      | ur.: 1005, †1018               | Trónbitorló. Nem tagja a dinasztiáknak. |
| 29.                                                                                    | Mathrafal   | I. Llywelyn ap Seisyll (*974?)           | ur.: 1018, †1023               | Maredudd veje. |
| 30.                                                                                    | Aberffraw   | III. Iago ab Idwal ap Meurig (*974?)     | ur.: 1023, †1039               | II. Idwal dédunokája. |
| 31.                                                                                    | Mathrafal   | I. Gruffydd ap Llywelyn (*1007?)         | ur.: 1039, †1063. augusztus 5. | Llywelyn fia, ezért őt is trónbitorlónak mondták. |
| 32.                                                                                    | Mathrafal   | Bleddyn ap Cynfyn (*1025?)               | ur.: 1063, †1075               | Maredudd unokája. Powys uralkodója is, aki megvédte Gwyneddet az angol hódítástól.                                                                                    |
| 33.                                                                                    | –           | Trahaearn ap Caradog (*1030?)            | ur.: 1075, †1081               | Nem tagja a dinasztiáknak. |
| 34.                                                                                    | Aberffraw   | II. Gruffydd ap Cynan (*1055?)           | ur.: 1081, †1137               | Iago unokája. |
| 35.                                                                                    | Aberffraw   | I. Owain Gwynedd ap Gruffydd (*1080 k.)  | ur.: 1137, †1170. november 28. | II. Gruffydd fia. |
| Halála után Gwynedd uralkodói az Aberffraw hercege és Snowdon lordja címet vették fel. |             |                                          |                                | |

## Aberffraw, majd Wales hercegei (1170–1283)
| N                                     | Uralkodóház | Uralkodó                                    | Hatalmon volt                  | Megjegyzések |
| ------------------------------------- | ----------- | ------------------------------------------- | ------------------------------ | --- |
| Aberffraw hercegei és Snowdon lordjai |             |                                             |                                | |
| 1.                                    | Aberffraw   | IV. Hywel ab Owain                          | ur.: 1170, †1170               | I. Owain fia. |
| 2.                                    | Aberffraw   | II. Maelgwn ab Owain Gwynedd                | ur.: 1170–1173, †1173 után     | I. Owain fia. |
| 3.                                    | Aberffraw   | I. Dafydd ab Owain Gwynedd (*1135 k.)       | ur.: 1170–1195, †1203 májusa   | I. Owain fia. A keleti országrész ura. |
| 4.                                    | Aberffraw   | III. Rhodri ab Owain Gwynedd (*1135 k.)     | ur.: 1170–1190, †1195          | I. Owain fia. A nyugati országrész ura. |
| 5.                                    | Aberffraw   | II. Llywelyn Fawr ap Iorwerth (*1173?)      | ur.: 1195, †1240. április 11.  | I. Owain unokája. |
| 6.                                    | Aberffraw   | II. Dafydd ap Llywelyn (*1212 márciusa)     | ur.: 1240, †1246. február 25.  | II. Llywelyn fia. Elsőként kapta meg a Wales hercege címet. |
| 7.                                    | Aberffraw   | II. Owain Goch ap Gruffydd                  | ur.: 1246–1255, †1283 októbere | II. Llywelyn unokája. |
| 8.                                    | Aberffraw   | III. Llywelyn ap Gruffydd (*1223?)          | ur.: 1246, †1282. december 11. | II. Owain testvére. A második Wales-i herceg, azonban az utolsó, aki még hivatalosan be lett iktatva rangjába. Az angolok hódítása felszámolta a hajdani Gwynedd királyságát. |
| 9.                                    | Aberffraw   | III. Dafydd ap Gruffydd (*1238. július 11.) | ur.: 1282, †1283. október 3.   | II. Owain testvére. Sosem koronázták meg, de követelte birtokait. |
| 10.                                   | Aberffraw   | Madog ap Llywelyn                           | ur.: 1294, †1295               | I. Owain 6. leszármazottja. Nem koronázták meg, de fenntartotta magának a címet.                                                                                              |
| 11.                                   | Aberffraw   | Owain Lawgoch ap Tomas ap Rhodri (*1330 k.) | ur.: 1372, †1378 júliusa       | III. Dafydd testvérének unokája. Nem koronázták meg, de fenntartotta a címet. Az utolsó gwyneddi "uralkodó".                                                                  |

## Fordítás
- Ez a szócikk részben vagy egészben  a   List of rulers of Gwynedd című angol Wikipédia-szócikk fordításán alapul.  Az eredeti cikk szerkesztőit annak laptörténete sorolja fel. Ez a jelzés csupán a megfogalmazás eredetét és a szerzői jogokat jelzi, nem szolgál a cikkben szereplő információk forrásmegjelöléseként.